# Visul de fier
Visul de fier (1972) (titlu original The Iron Dream) este o ucronie metaficțională scrisă de Norman Spinrad.
Cartea conține o narațiune de sine stătătoare care spune o poveste într-o poveste. La suprafață, romanul prezintă o poveste science fiction pulp, post-apocaliptică deloc ieșită din comun, intitulată Stăpânul svasticii. Aceasta este o narațiune pro-fascistă scrisă de un Adolf Hitler dintr-o istorie alternativă, care, pe această linie temporală, a emigrat din Germania în America în 1919, după Primul Război Mondial, unde și-a folosit abilitățile artistice modeste pentru a deveni mai întâi ilustrator de pulp-science fiction și, ulterior, un scriitor science fiction de succes, povestind aventuri neobișnuite sub o spoială SF. Spinrad a intenționat să demonstreze cât de mult se poate apropia Eroul cu o mie de fețe a lui Joseph Campbell — și mare parte din literatura science fiction și fantasy — de fanteziile rasiste ale Germaniei Naziste. Narațiunea de sine stătătoare este urmată de o analiză savantă falsă a criticului literar fictiv Homer Whipple de la Universitatea New York.

## Cadrul narațiunii
Cadrul narativ al cărții este acela că, după ce "a cochetat scurtă vreme cu un partid politic radical", Adolf Hitler a emigrat în Statele Unite în 1919, devenind ilustrator, editor și autor de science fiction. El a scris romanul science-fantasy Stăpânul Svasticii în șase săptămâni în 1953, cu puțin înainte de a muri din cauza unei hemoragii cerebrale (probabil cauzată de sifilis terțiar); Stăpânul Svasticii a câștigat ulterior premiul Hugo și "uniformele colorate" descrise în carte au devenit un costum popular la convențiile SF.
În recenzia lui Whipple de la sfârșitul cărții, aflăm detalii despre cadrul istoriei alternative în care Hitler a emigrat în Statele Unite. Fără Hitler, Partidul Nazist s-a destrămat, iar Partidul Comunist German a câștigat în urma revoluției socialiste din 1930. Alte detalii ale istoriei alternative menționează o "Mare Uniune Sovietică", care a cucerit Marea Britanie în 1948 și a cărei influență este în creștere în America Latină.  
Whipple precizează și faptul că Imperiul Japonez și-a păstrat spiritul militarist, pornit din codul de conduită bushido, în timp ce Statele Unite se clatină în fața ascensiunii Marii Uniuni Sovietice. Din cauza amenințării Marii Uniuni Sovietice, Statele Unite și Imperiul Japonez au pus bazele unei alianțe strategice și militare. Valorile militare japoneze sunt foarte admirate în Statele Unite. Japonia și SUA sunt singurele puteri majore care stau între Marea Uniune Sovietică și controlul total al globului - cu toate astea, majoritatea americanilor par incapabili să ia poziție împotriva amenințării sovietice. Whipple se întreabă ce ar putea aduce apariția unui conducător american de genul lui Feric Jaggar, eroul Stăpânului Svasticii.
În sfârșit, este menționat în treacăt faptul că, în timp ce în această istorie Germania Nazistă nu a existat, sovieticii au realizat genocidul sistematic al evreilor - și fiind un lucru făcut de sovietici, nu există nicio putere ale cărei armate să-l poată opri și să salveze puținii evrei din versiunea aceasta a Holocaustului. 
Stăpânul Svasticii este lăudată pentru caltățile sale de operă reprezentativă a genului heroic fantasy. (Pentru a accentua acest lucru, într-una din primele ediții, scriitori actuali de science fiction au scris comentarii "admirative" fictive pe coperta a patra, ridicând în slăvi geniul scriitoricesc al lui "Hitler".) Recenzia lui Whipple abundă în ironii, accentuând mecanismele forței pure, grupării de trupe în miezul nopții, simbolismului falic și alte lucruri care au caracterizat în realitate ajungerea la putere a nazismului în Germania, cu convingerea că o asemenea ascensiune ar fi absurdă în viața reală.

### Romanul din roman -Stăpânul Svasticii
Stăpânul Svasticii începe în anul 1142 D.P. - 'După Pârjol', un război nuclear care a dus la sfârșitul civilizației avansate tehnologic a 'Anticilor' și la starea actuală a formelor de viață. Fondul genetic al majorității formelor de viață a fost alterat de radiații. Există destul de puține exemple de oameni 'normali', majoritatea umanității fiind formată din mutanți cu piele albastră, solzi de șopârlă și cioc de papagal, pitici și aparent-umanii "Dominatori", care doresc să conducă lumea ruinată cu ajutorul puterilor lor de control mental. 
Tânărul "Bărbat-Adevărat" pur și puternic (numit astfel datorită lipsei mutațiilor din ADN) Feric Jaggar revine din ținuturile Borgraviei - în care a fost exilată familia sa în urma Tratatului de la Karmak semnat cu statele mutante înconjurătoare - în ținutul strămoșesc al Helderului ("Republica Superioare Heldon" - fondată pe principiile uciderii mutanților și păstrării purității omenirii), găsindu-i rigurozitatea slăbită și coruptă de "Universaliști", pioni ai sinistrei țări a Dominatorilor, Zind, care vrea să deterioreze fondul genetic pur arian al Helderului cu perversiunile hidoase care conduc restul lumii. La chiar primul contact cu ținutul Helderului, locul în care cei veniți sunt testați pentru a li se verifica puritatea genetică, Feric este scandalizat de faptul că mutanților li se permite o zi de ședere în Helder, că locul este sub controlul unui Dominator și că testele sunt atât de simple, încât li se dă cetățenia unor specimene impure.
Ajuns în Helder, în timp ce ia masa în taverna "Cuibul Vulturului" și cântărește acțiunile sale viitoare - să intre în politică sau în armată - Feric este martor la discursul lui Seph Bogel, conducătorul 'Partidului Renașterii Umane', care vorbește mulțimii cu elocință, dar lipsit de eficiență, despre necesitatea reformei. Înflăcărat de cuvintele sale. Feric preia controlul mulțimii ascultătorilor, pe care o conduce către locul de intrare în Helder, omorându-l pe Dominatorul (sau 'Domul') de acolo, care era deghizat într-un funcționar ce influența deciziile de imigrare în favoarea mutanților.
La invitația lui Bogel, Feric preia conducerea Partidului, pe care îl redenumește 'Fiii Svasticii', pornind împreună spre Walder - al doilea oraș al Helderului - pentru a-i întâlni pe reprezentanții partidului și a-și începe măreața muncă. 
Călătoria lor este întreruptă atunci când mașina lor cu aburi este atacată de trupa de motocicliști Răzbunătorii Negri. Jaggar simte că acești oameni îi pot fi de folos și îl provoacă pe conducătorul lor, Stag Stopa. Regulile Răzbunătorilor Negri permit provocarea conducătorului lor doar de către un membru, așa încât Feric e dus în tabăra lor pentru a fi inițiat. În timpul inițierii, luptându-se cu Stopa cu ajutorul ghioagelor, Feric pune mâna pe legendara "Mare Ghioagă de Held" - care poate fi mânuită doar de un descendent al adevăratului Rege al Helderului, Sigmark IV. Răzbunătorii Negri îi jură loialitate, devenind "Cavalerii Svasticii".
Din acest moment, Jaggar își arogă dreptul ereditar de a conduce și începe o cruciadă violentă de purificare genetică, atrăgându-și numeroși adepți, ținând discursuri virulente și ridicând o armată loială. Ales în Consiliu, el pune la cale o lovitură de stat, forțând Consiliul să-și recunoască trădarea și asocierea la complotul Zindului împotriva Helderului, membrul universalist al Consiliului fiind un Dom. Imediat după aceea, Feric pune la capăt trădării iminente a lui Stopa (care fusese corupt de plăcerile trupești ale Zindului).
Apărat de armată și adorat de mulțime, Feric întărește armata, ordonând producerea de tancuri și avioane, constituirea Fiilor Svasticii - o legiune a celor mai puri bărbați care pot fi găsiți în "Lagărele de Triere", care verifică toți cetățenii Helderului (omorând Domii și sterilizând cetățenii impuri).
După stoparea unui atac al Zindului efectuat prin ținutul Wolack, Helder anexează vecinii din vest și din sud, începând cu Borgravia. În cursul helderizării vecinilor, Jaggar ordonă, la sugestia lui Bors Remler, ca toți mutanții să nu mai fie exilați, ci eutanasiați.
Câteva luni mai târziu, savanții îi raportează că sunt aproape de a redescoperi secretele bombei atomice, dar și că Zindul caută vestigii ale Anticilor, ceea ce poate duce la un nou război nuclear. Feric ordonă încetarea cercetărilor și decide să șteargă Zindul și Dominatorii de pe globului, înaintea dezlănțuirii unui nou Pârjol. Invazia Zindului e dificilă: forța principală, condusă de Lar Waffing, preia controlul rezervelor petroliere sudice necesare pentru realimentare, în timp ce forța secundară atacă marea masă a armatei Zindului, întârziind-o prin atacarea capitalei, Bora. Forțele Helderului izbândesc, armata Zindului este distrusă până la ultimul "Războinic" fără minte, iar orașul este redus la ruine fumegânde (similar cu evenimentele prin care a trecut Dresda din lumea noastră).
Ultimul Dom, un conducător militar, este găsit într-un adăpost antiatomic. El anticipase înfrângerea și, înainte să fie ucis de Feric, dezvăluie triumfător că Domii au readus la viață antica armă nucleară, care va fi detonată automat peste puțină vreme. Acest lucru se întâmplă imediat după evacuarea Borei, alterând fondul genetic al Helderului. Orice reproducere va avea ca rezultat apariția mutațiilor pe care Helderul s-a străduit atât de mult să le eradicheze.
Feric ordonă sterilizarea întregii națiuni a Heldonului și, într-un pariu disperat, ordonă specialiștilor săi SS să dubleze eforturile de a realiza următoarea Rasă Conducătoare prin clonarea specimenelor perfecte. Eforturile sunt încununate de succes, iar fondul genetic al Pământului este din nou pur. Mai mult, Heldon pornește în călătorii spațiale, prima navă - plină cu 300 de bărbați de șapte picioare înălțime, cu păr blond și foarte inteligenți - fiind lansată pentru a pune bazele imperiului galactic al Heldonului. Clonele au printre ele o clonă a lui Feric, menită să le conducă în drumul lor spre Tau Ceti.
Aceasta este o pastișă a vieții reale a lui Hitler, filtrată prin lentilele fanteziei, care se încheie nu cu o înfrângere, ci cu o dominare galactică: Dominatorii reprezintă evreii, Helder reprezintă Germania, Feric Jaggar reprezintă un portret ideal al lui Hitler, iar revenirea lui Jaggar din Borgravia oglindește nașterea lui Hitler în Austria.

## Reacții critice
Visul de fier a primit aprecierile criticilor, precum și o nominalizare la premiul Nebula și un premiu Prix Tour-Apollo. Ursula K. Le Guin a scris într-o recenzie că: "Suntem obligați, în măsura în care luăm cartea în serios, să ne gândim nu la Adolf Hitler și la crimele sale - Hitler este doar un exemplu - ci la noi: la valorile noastre morale, la ideile noastre despre eroism, la dorințele noastre de a conduce sau de a fi conduși, la justețea războaielor noastre. Ce încearcă să ne spună Spinrad este că toate astea se întâmplă aici."
În 1982, cartea a fost "pusă la index" (adică a fost interzisă) în Germania de Vest de către Bundesprüfstelle für jugendgefährdende Medien pentru presupusa ei promovare a nazismului. Editorul lui Spinrad, Heyne Verlag, a inițiat o acțiune în instanță, ceea ce a dus la oprirea interzicerii în 1990; cartea a putut fi vândută, dar nu a fost voie să i se facă reclamă sau să fie vizibilă în locurile publice.
Partidul Nazist American a plasat cartea pe lista de lecturi recomandate, în ciuda intenției satirice a operei. În cuvintele lui Spinrad:
„ Pentru a mă asigura că până și cel mai neștiutor cititor în ale istoriei a prins ideea, am adăugat o analiză critică acidă a Stăpânului Svasticii, în care psihopatologia din saga lui Hitler este detaliată în perechi tendențioase de cuvinte dintr-o silabă.

Aproape toți au prins ideea...

Cu toate acestea, o recenzie apărută într-un fanzin m-a lăsat fără replică. "Este o aventură care suscită interesul și mi-a plăcut foarte mult", a fost ideea de bază. "De ce a trebuit Spinrad să strice toată distracția cu bătaia aia de joc la adresa lui Hitler?"”